# Belascoáin
Belascoáin (cooficialmente en euskera: Beraskoain) es un municipio de la Comunidad Foral de Navarra, situado en la Merindad de Pamplona, en la Cuenca de Pamplona en el valle de Echauri y a 19,2 km de la capital de la comunidad, Pamplona. Su población en 2024 fue de 129 habitantes (INE).

## Toponimia
Belascoáin pertenece a la serie de topónimos vasco-navarros que tienen una terminación en -ain. Julio Caro Baroja defendía que la mayor parte de estos topónimos, derivaban de un antropónimo unido al sufijo latino -anum. En muchas regiones del antiguo Imperio romano, el sufijo acusativo -anum unido a un nombre personal formaba el nombre de las posesiones rústicas denominadas fundus. Este nombre solía ser el del propietario original del fundus, ya que luego si cambiaba de poseedor el nombre del fundus solía mantenerse invariable. Siguiendo esta hipótesis las poblaciones vasco-navarras con sufijo -ain o -ano remontarían su origen a asentamientos rurales de la Época Romana; o asentamientos de la Antigüedad Tardía y Edad Media, que hubiesen mantenido pautas de nombrar las propiedades heredadas de la época romana. 
En el caso de Belascoáin, Caro Baroja cree sin lugar a dudas que esta localidad fue en un tiempo propiedad de alguien llamado Belasco o Velasco. Belasco o Velasco antes de convertirse en el actual apellido Velasco; fue un nombre propio muy extendido en la Edad Media por toda España; pero especialmente en tierras vasco-navarras, de donde suele considerarse originario. Se cree que este nombre tiene un origen vasco, como otros nombres propios vascos antiguos derivados de nombres de animales Ochoa, García o Aznar. Se cree que Velasco es una derivación de Vela/Bela, que quiere decir el cuervo. Velasco se suele traducir generalmente como hijo de Vela, de Bela-ko. Otra hipótesis sobre la etimología de este nombre lo hace derivar de belatz (halcón en lengua vasca).
Nombres antiguos documentados de esta población según cita Mikel Belasko son Belascoayn, Belazcoayn (1350), Blascoain (1366), Blascoan, Blascoanh, Blascohan, Blaschoaym (1216, NEN) o Berascoain. Caro Baroja menciona también grafías como Bascoayn, Bolascoayn, Blascoayn y Blascoin. Según cita Mikel Belasko la población vascohablante llamaba a la población antiguamente Beraskoain, con paso de l a r, aunque este nombre se perdió.
En castellano el topónimo quedó fijado como Belascoáin. La Real Academia de la Lengua Vasca tiene fijada por su parte la forma Belaskoain, como nombre formal de la localidad en euskera. A pesar de ser un municipio de la zona lingüística mixta, actualmente solo es oficial el topónimo castellano de la localidad.
El gentilicio para denominar a los habitantes de esta localidad es belascoaindarra, que deriva de la lengua vasca.

## Geografía
La localidad de Belascoáin se encuentra situada en la parte central de la Comunidad Foral de Navarra dentro de la Cuenca de Pamplona a una altitud de 430 m s. n. m.. Su término municipal tiene una superficie de 6,08 km² y limita al norte con el municipio de Vidaurreta, al este con el de Zabalza, al sur con el de Puente la Reina y al oeste con el de Guirguillano.
La localidad se encuentra flanqueado por las sierras de Sarbil y del Perdón en un promontorio elevado a las orilla del río Arga. En el punto más alto de dicho promontorio se encuentra la iglesia de la Asunción.

## Demografía
Belascoáin cuenta con una población de 129 habitantes (INE 2024).
| Gráfica de evolución demográfica de Belascoáin entre 1842 y 2021 |
| |
| Población de derecho según los censos de población del INE Población de hecho según los censos de población del INEEn estos censos se denominaba Belascoain: 1842, 1857, 1860, 1877, 1887, 1897, 1900, 1910, 1920, 1930, 1940, 1950, 1960, 1970 y 1981 |

## Patrimonio

### Monumentos religiosos

#### Iglesia de la Asunción

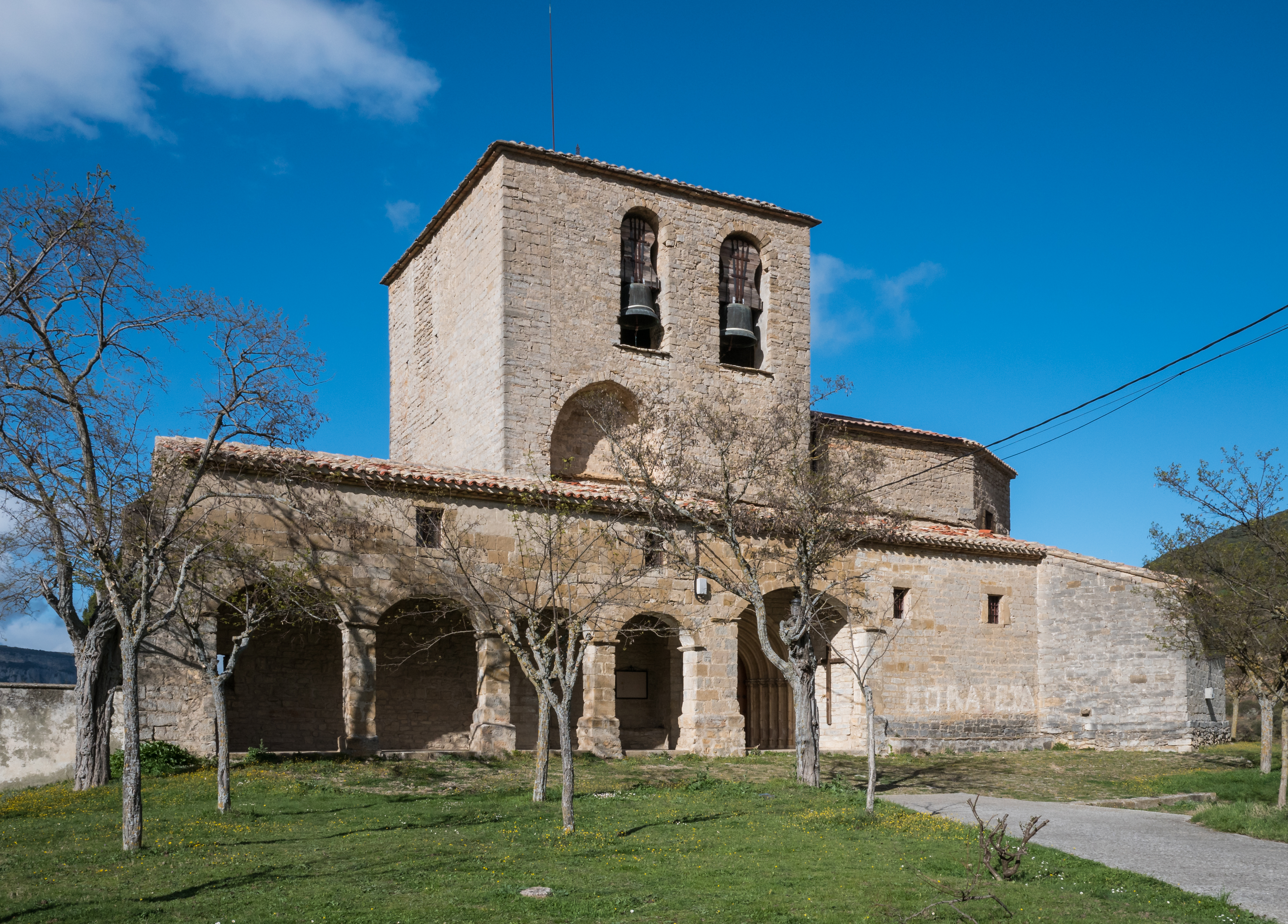
Parroquia de la Asunción

La iglesia de la Asunción está fechada a principios del siglo XIII y es de estilo gótico inicial, con reformas importantes en el siglo XVI. Cuenta con una nave de 4 tramos, cabecera poligonal, dos capillas en la parte delantera, el pórtico en el segundo tramo y un coro del siglo XV en la parte posterior. La nave es en forma de cañón apuntado. El elemento que más llama la atención en el exterior es su amplia, pero baja torre. El pórtico de entrada es gótico, del siglo XIV y forma de arco apuntado. En los capiteles de las columnas de dicho pórtico veremos racimos de uvas, un águila con las alas desplegadas, dos grifos, un lobo y un jabalí. El elemento de mayor valor de su interior es el retablo de estilo plateresco dedicado a la virgen, obra de Guillén y Juan de Oberón, fechado en 1563. También es interesante la pila bautismal medieval con decoración vegetal.

### Monumentos civiles

#### Puente medieval

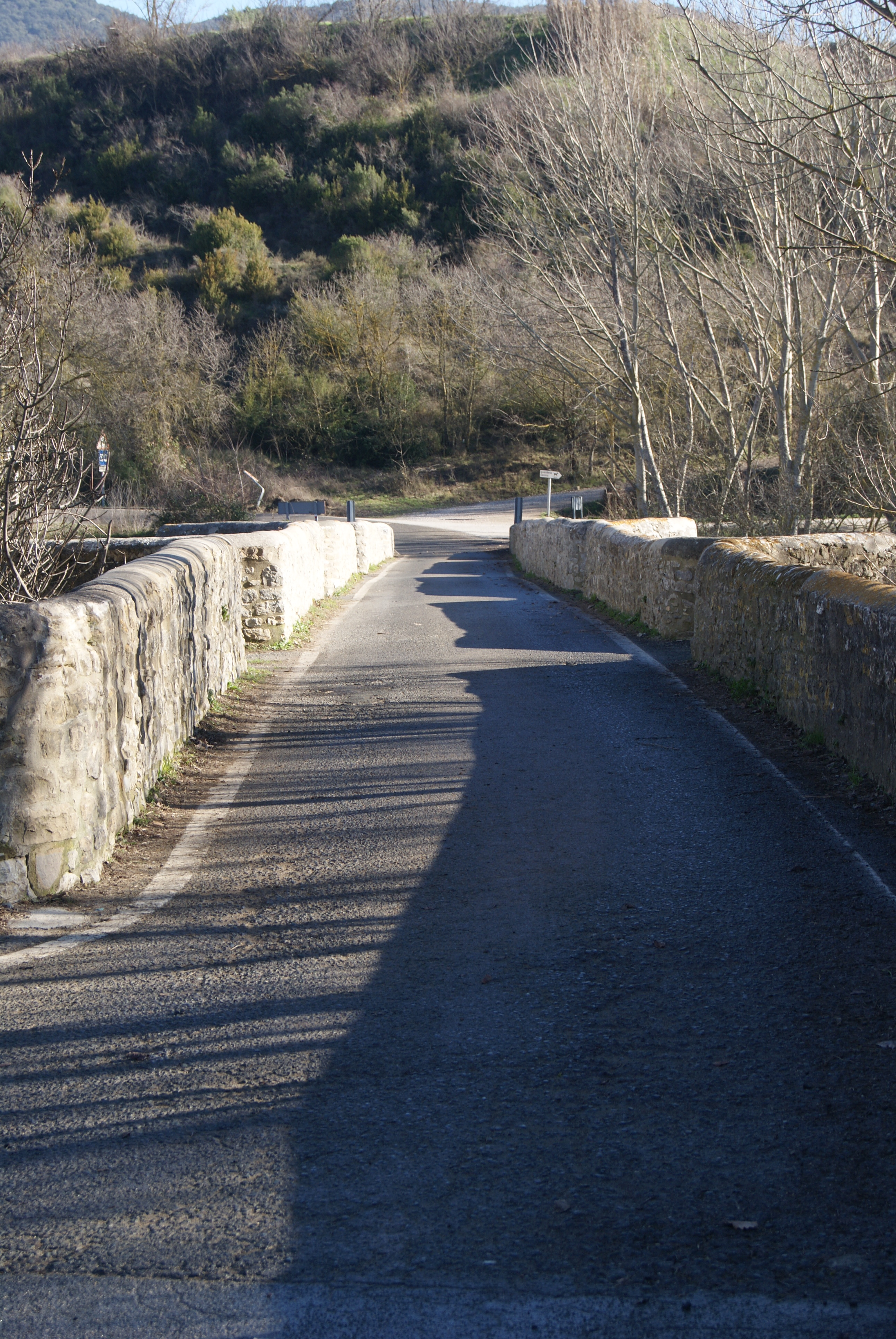
Puente medieval

El puente está situado fuera del casco urbano. Aunque su origen es medieval su estructura actual debe más a una reconstrucción de finales del siglo XVIII. Está formado por cinco arcos de medio punto y siguen atravesándolo vehículos.

#### Balneario
Existen registros de las aguas de Belascoáin desde el siglo XVII, pero fue en 1829 cuando el ayuntamiento vendió los terrenos del manantial que comenzó la verdadera historia del balneario de la localidad. El comprador, Esteban de Goicoechea, impulsó la construcción de un establecimiento de aguas termales que se inauguró en 1831. El lugar contaba con un pequeño hotel, capilla, cocheras, servicio de baños y fuentes, un molino para la producción de electricidad y jardines. 100 años después con la guerra civil llegó la decadencia del centro termal y actualmente solo podemos contemplar el exterior de los edificios y los jardines.

## Personas destacadas
- Barby Kelly (Barbara Ann, 28 de abril de 1975), miembro del grupo musical The Kelly Family.